# Этрепаньи
Этрепаньи (фр. Étrépagny) — коммуна на севере Франции, регион Нормандия, департамент Эр, округ Лез-Андели, кантон Жизор, в 48 км к юго-востоку от Руана и в 83 км к северо-западу от Парижа.
Население (2018) — 3 753 человека.
На территории коммуны расположен небольшой аэродром, используемый в основном для легкомоторных самолетов.

## История
Поселение на месте нынешнего Этрепаньи известно ещё с римских времён (носило название Стерпинакум (Sterpinacum). При короле Дагоберте I здесь была построена крепость. Город сильно пострадал во время франко-прусской войны 1870 года.

## Достопримечательности
- Здание мэрии XIX века
- Церковь Святых Гервасия и Протасия XIV-XV веков
- Бывший монастарь доминиканцев
- Руины шато Этрепаньи

## Экономика
В Этрепаньи расположены сахарная рафинерия и завод по производству изделий из каучука.
Структура занятости населения:
- сельское хозяйство — 1,7 %
- промышленность — 27,6 %
- строительство — 3,7 %
- торговля, транспорт и сфера услуг — 38,5 %
- государственные и муниципальные службы — 28,4 %

Уровень безработицы (2014) — 14,5 % (Франция в целом —  13,5 %, департамент Эр — 13,7 %). 

Среднегодовой доход на 1 человека, евро (2014) — 19 713 (Франция в целом — 20 150, департамент Эр — 20 445

## Демография
Динамика численности населения, чел.

## Администрация
Пост мэра Этрепаньи с 2020 года занимает Фредерик Кайе (Frédéric Cailliet). На муниципальных выборах 2020 года возглавляемый им независимый список победил в 1-м туре, получив 63,12 % голосов.
| Период | Период | Фамилия       | Партия                                                | Примечания                                        |
| ------ | ------ | ------------- | ----------------------------------------------------- | ------------------------------------------------- |
| 1977   | 1983   | Анри Каню     |                                                       |                                                   |
| 1983   | 2020   | Пьер Бофиль   | Союз за народное движение Республиканцы Разные правые | страховщик, член Генерального совета департамента |
| 2020   |        | Фредерик Кайе |                                                       | начальник бригады жандармерии                     |

## Знаменитые уроженцы
- Луи Анкетен (1861-1932), художник и теоретик искусства, один из основателей синтетизма в живописи

## Города-побратимы
- Трим, Ирландия

## Галерея

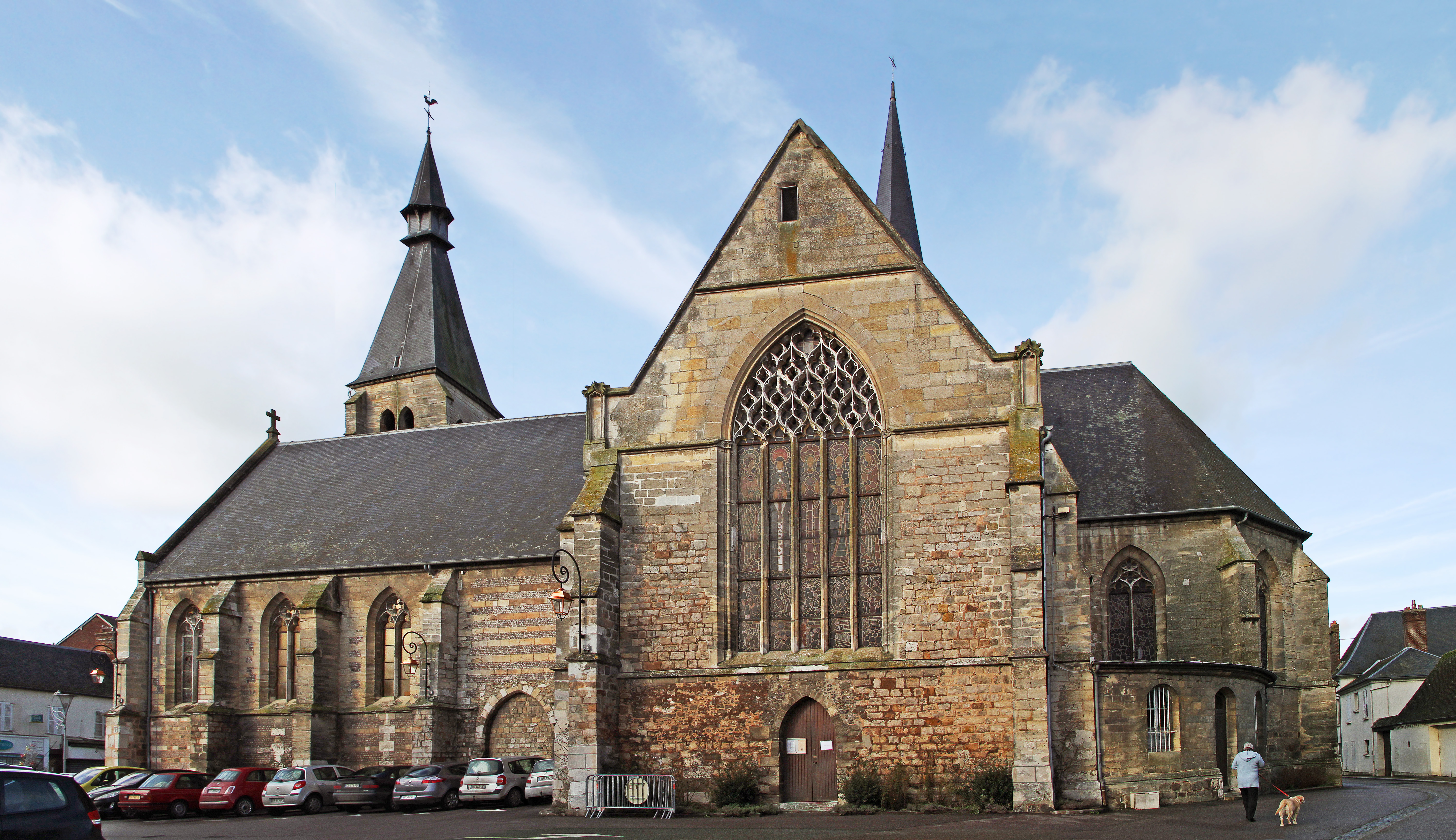
Церковь святых Гервасия и Протасия
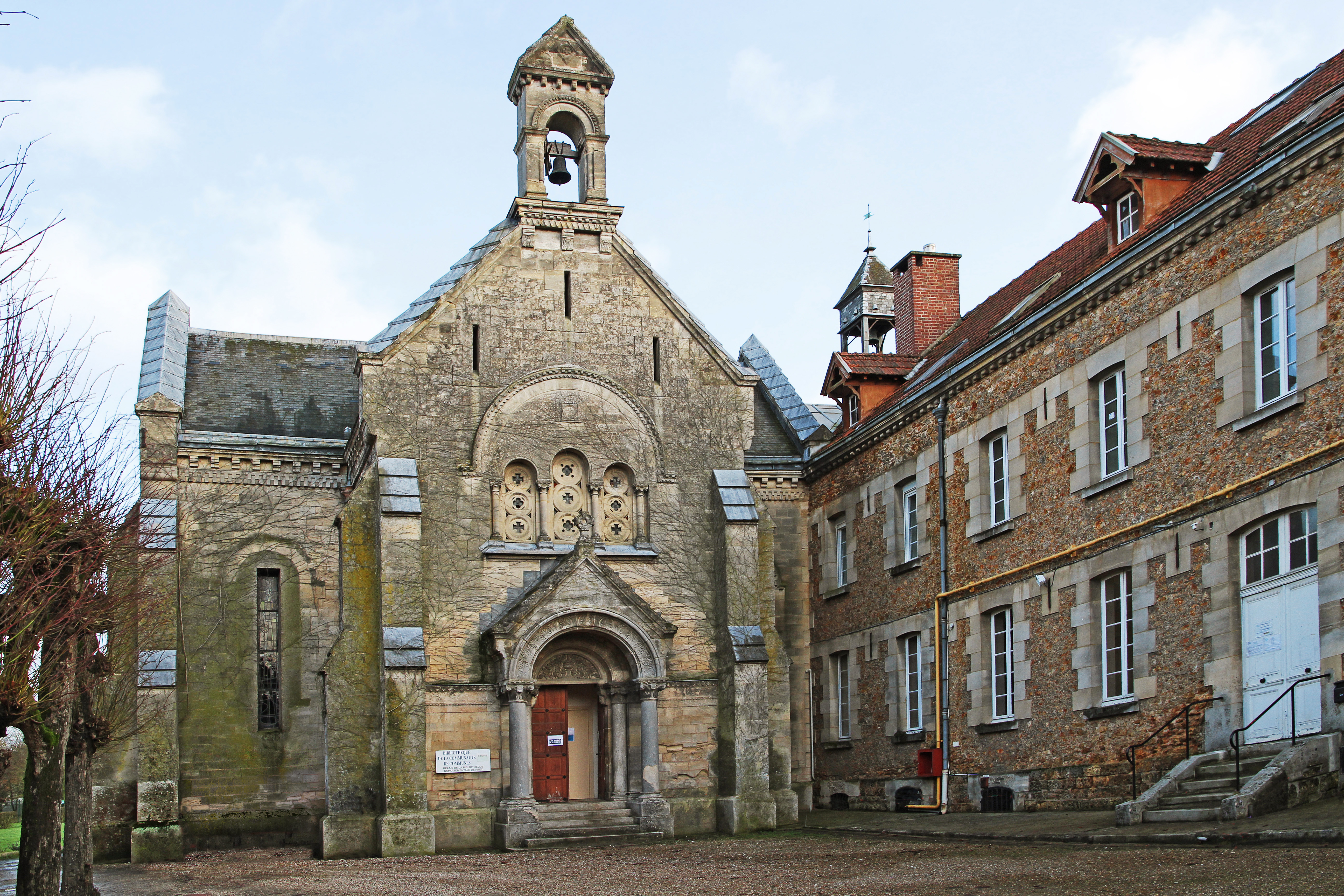
Часовня бывшего монастыря

1. 1 2  база данных о французских коммунах — Национальный географический институт Франции, 2015.